# Paulo Sangiuliano
Paulo Sangiuliano (São Paulo, 13 de setembro de 1907 — São Vicente, 12 de junho de 1984) foi um pintor brasileiro.

Sangiuliano iniciou sua carreira artística aos seus 13 anos de idade. Durante sua vida também foi sócio e conselheiro da Associação Paulista de Belas Artes e também presidente da Associação Santista de Belas Artes, além de ter sido integrante do Grupo Santa Helena.

## Exposições
O pintor participou de várias exposições importantes como vemos a seguir:
- Salão Paulista de Belas Artes (5.: 1937: São Paulo, SP) início: 1937 - término: 1938 Esteve como participante;
- Salão da Família Artística Paulista (3.: 1940: Rio de Janeiro, RJ)  início: 20/8/1940 - término: 5/9/1940 Palace Hotel (Rio de Janeiro, RJ)  Esteve como participante;
- Salão Paulista de Belas Artes (7.: 1940: São Paulo, SP) início: 17/12/1940 Esteve como participante;
- Salão de Arte da Feira Nacional de Indústrias (1.: 1941: São Paulo, SP) início: 1941 Esteve como participante;
- Salão Paulista de Belas Artes (8.: 1942: São Paulo, SP) início: 1942 Galeria Prestes Maia (São Paulo, SP)  Esteve como participante;
- Salão do Sindicato dos Artistas Plásticos (7.: 1942: São Paulo, SP) início: 1/7/1942 Galeria Prestes Maia (São Paulo, SP)  Esteve como participante.

## Formação
A sua formação veio por meio de pintores bem conhecidos como:
- s.d. - São Paulo SP - É aluno dos pintores Colasuono e Antonio Rocco (1880 - 1944);
- s.d - São Paulo SP - Estuda com o artista italiano Pietro Strina (1874 - 1927);
- s.d - São Paulo SP - Frequenta o ateliê do pintor Pedro Alexandrino (1856 - 1942).